# Дедёшино (усадьба)
Дедёшино (историческое название — Дедевшино) — усадьба, расположенная в селе Алабушево городского округа Солнечногорск Московской области.
В 1584—1698 годах владельцами усадьбы были Сукины, в 1698—1731 годах — Ромодановские, в 1731—1757 годах — Вельяминовы-Зерновы, в 1757—1788 годах — В. М. Голицын, в 1852 году — Н. Я. Касаткин-Ростовский, в 1890 годах — купец И. Г. Фирсанов; Соколов. С 1928 года в усадьбе находились дом отдыха и детский сад.

## История
Из Холмогоровых (с частичным сохранением орфографии):
Село Троицкое Дедевшино в 7092 (1584) г. «пустошь» Московская уезда Горетова стана, принадлежавшая Василью Борисову Сукину, «а на пустоши деревянная церковь Живоначальныя Троицы стоить без пения», когда и кем построенная, неизвестно. В 7131 (1623) г., «пустошь, что было село Троицкое-Дедевшино с местом церковным, что бывал храм Живоначальныя Троицы» находилась во владении за Иваном Васильевым Сукиным, как старинная отца его вотчина.

Стольник Осип Иванович Сукин сын Ивана Васильевича на пустоши Троицкой-Дедевшине поселил крестьян и «пустошь» стала «сельцом», в котором 7154 (1646) года состояло три двора крестьянских и один двор бобыльской, в них 8 человек. В 7177 (1669) г. это сельцо от Осипа Ив. Сукина перешло к его сыну Ивану. В переписных книгах 186 (1678) г. значится: «за Иваном Осиповым сыном Сукина, сельцо Троицкое, Дедевшино тож, а в сельце двор дворовый, людей в нем 3 челов., 3 двора крестьянских, в них 7 челов. и 3 дв. бобыльских, в них 8 челов. После Ив. Осип. Сукина вотчиною владела, в 7189 (1681) г., его вдова Прасковья с детьми Васильем и Анною.
Церковь Живоначальныя Троицы в сельце Троицком-Дедевшине была построена в 1685 году в приходе.
Село Дедёшино в 7192 (1684) году принадлежало Анне Ивановне Сукиной, вышедшей с этим имуществом замуж за князя Бориса Алексеевича Голицына. Имение они отдали в качестве приданого дочери Настасье Борисовне в 7206 (1698) году, которая вышла замуж за князя Андрея Михайловича Ромодановского в 1703 году.
Переписные книги 1704 года описывают усадьбу так: «в селе Троицком — Дедевшине тож, двор вотчинников, скотный, в них 6 челов. и 9 дв. крестьянских, в них 33 челов».
Дедёвшино после А. М. Ромодановскому и его супруги в 1731 году досталось по разделу их дочери Марфе Андреевне. В 1757 году имение было продано Сергеем Петровичем Вельямяновым-Зерновым князю Василию Михайловичу Голицыну. В Троицкой церкви были священники: Данила Иванов (1704) и Иван Данилов (1720), дьячки Иван Данилов (1704 ) и Яков Иванов (1720 ) и пономарь Василий Данилов.
Дальнейшие сведения относятся к 1852 году. Тогда Троицкое-Дедешино территориально относилось к Звенигородскому уезду, было селом 2-го стана, а его владельцем был князь Николай Александрович Касаткин-Ростовцев. В селе было 9 дворов, в которых проживало 74 человека (мужчин — 34, женщин — 40). В справочниках 1859 и 1884 годов Троицкое-Дедешино указано как село с усадьбой и церковью без имени владельца.
В 1880-е годы был возведён оригинальный архитектурный ансамбль, соединивший в себе элементы классицизма и барокко.
В 1911 году имение принадлежало Соколову. Его звание в справочнике не указано, но известно, что его сестры, занимавшие флигели имения, принадлежали к купеческому сословию. Юрий Дмитриевич Соколов, сын одной из сестер Александры Ивановны, работал в Третьяковской галерее и дружил со многими художниками того времени. На его даче в Дедёшино собирались известные писатели и художники: В. Я, Брюсов, К. Д. Бальмонт, В. В. Маяковский, Б. А. Лавренев, Белый, К. А. Коровин, Мешков, Шестеркин и многие другие творческие люди[уточнить].
В 1928 году имение было перепрофилировано в дом отдыха и детский сад с яслями.
В 1955 году на территории усадьбы по типовому проекту было построено здание детского сада. С тех пор усадьба использовалась как зона отдыха санаторного типа для детей дошкольного возраста работников Московской ткацко-прядильной фабрики имени Калинина.
К 1970 году территория была почти разорена и на месте церковного кладбища был построен жилой дом, впоследствии снесённый.
В 1999 году по поручению администрации села Алабушево проводились ремонтно-восстановительные работы усадьбы. Автором проекта стал В. Н. Выборный.
Объект находится в пределах дома отдыха, построенного вскоре после Октябрьской революции 1917 года. В настоящее время он принадлежит ЗАО «Усадьба Дедёшино».

## Описание
Дом конца XVIII века — каменный, двухэтажный, со скругленными углами и более поздними пристройками. Стены отделаны филенчатыми оконными нишами. Перед домом по сторонам курдонёра расположены две флигеля со скругленными углами. Имеется маленький парк, пруд. Церковь 1774—1777 годов представляет собой фронтонный четырёхгранник с четырьмя полукруглыми выступами. Здание завершается четырёхгранной колокольней с пирамидальным покрытием. Стены покрыты пилястрами. Окна обрамлены наличниками. Все памятники построены в классическом стиле с элементами барокко.
Главный дом усадьбы и каменная Троицкая церковь исчезли в 1930—1940-х годах, а два флигеля, вступившие в строй в 1770 году, сохранились до наших дней. Со стороны парка в сторону дома шла парковая аллея, плавно переходившая в лес. На территории усадьбы, кроме русла реки Горетовки, были пруды, сохранившиеся до нашего времени.